# Hundstage (2001)
Hundstage ist ein Spielfilm des österreichischen Regisseurs Ulrich Seidl. Der Film schildert die tiefen Abgründe in der scheinbar heilen Welt einer Wiener Vorstadt an den heißesten Tagen des Jahres.
Für seine Arbeit wurde Seidl 2001 bei den Filmfestspielen von Venedig mit dem Großen Preis der Jury ausgezeichnet.
In dem Film werden sechs unabhängige Geschichten erzählt, die gegen Ende teilweise miteinander verschmelzen. Ort der Handlungen sind Wiener Vororte, die trist erscheinen, kahl und trocken. Man sieht viele Autobahnen, Supermärkte und kleine Häuser. Der Film befindet sich im Verleih des Filmladens und ist auch als Bestandteil der Edition Der österreichische Film als DVD erhältlich.

## Handlung
Der Film beginnt mit der ersten Geschichte: Klaudia (Franziska Weisz) tanzt in einer Disco, mehrere Männer drehen sich nach ihr um und starren sie an. Ihr Freund Mario (René Wanko) platzt vor Eifersucht, provoziert eine Schlägerei und verlässt mit ihr das Lokal. Im Auto schlägt er sie, gibt ihr die Schuld an seinem Verhalten und setzt sie an der Autobahn aus. Am nächsten Tag, gezeichnet vom Vorabend, trifft sie sich wieder mit ihm, er entschuldigt sich unbeholfen, es folgt der Versöhnungssex im Auto und danach wieder Schuldzuweisung und Gewalt.
Die zweite Geschichte: Anna (Maria Hofstätter) spricht vor Supermärkten fremde Menschen an und bittet, ein Stück mitgenommen zu werden. Ziel hat sie keines, zumindest erwähnt sie es nie. Sie ist offensichtlich verrückt, provoziert die Leute, die sie mitnehmen, mit Sätzen wie: „Tut’s ihr noch bumsen?“ oder „Du schaust aber scho recht oid aus“ und rückt ihnen distanzlos auf die Haut. Sie reagieren alle unterschiedlich darauf, schreien sie an oder versuchen ihr ihre Situation zu erklären, wie einem Kind, das immer warum fragt.
Die dritte Geschichte: Der Alarmanlagenvertreter Hruby (Alfred Mrva) versucht sein Glück in einer größeren Wohnanlage. Doch sein Geschäft läuft nicht gut. So hat er auch den Auftrag, einen gemeinen Autozerkratzer ausfindig zu machen, was ihm nicht gelingen will. Zwischendurch nervt ihn telefonisch seine Frau, die alkoholabhängig zu sein scheint. Zu allem Übel fangen die Besitzer der beschädigten Autos an, ihm zu drohen, sollte es ihm nicht gelingen, den Auto-Vandalen zu ermitteln.
Die vierte Geschichte: Ing. Walter (Erich Finsches) ist Rentner und Witwer. Sein Lebensinhalt besteht darin, gekaufte Lebensmittel auf ihr Gewicht zu prüfen und zu reklamieren. Er hat eine Haushaltshilfe (Gerti Lehner), von der er sich zu seinem 50. Hochzeitstag wünscht, dass sie eines der Kleider seiner verstorbenen Frau trägt und ihm einen Schweinsbraten zubereitet. Nach dem Essen strippt sie im Wohnzimmer vor ihm.
Die fünfte Geschichte: Eine Lehrerin mittleren Alters (Christine Jirku) kommt nach Hause. Sie träumt, von ihrem Liebhaber Wickerl (Victor Hennemann) begehrt zu werden. Wickerl ist ein Zuhältertyp, schroff und ungehalten, vulgär und gewalttätig. Sie nimmt die Opferhaltung ein, wehrt sich erst dann, als sie von Lucky, einem Freund Wickerls (Georg Friedrich), dazu gezwungen wird. Er hat sie am Vorabend im Rausch aus Alkohol und anderen Drogen gemeinsam mit Wickerl sexuell belästigt.
Die sechste Geschichte. Ein Ex-Ehepaar lebt noch immer im selben Haus mit- bzw. nebeneinander. Die Frau besucht einen Swingerclub im Einkaufsviertel, während der Mann schweigend in aggressiven Leerlaufhandlungen auf sie zu warten scheint. Sie sprechen nicht miteinander; die Tochter ist bei einem Verkehrsunfall ums Leben gekommen. Sie besuchen getrennt voneinander die Unfallstelle. Die Ex-Frau (Claudia Martini) bestellt sich einen Masseur (Christian Bakonyi) nach Hause und vergnügt sich am Abend vor den Augen des Ex-Mannes (Victor Rathbone) mit ihm im Wohnzimmer. Die Situation eskaliert, der Ex-Mann bedroht den Nebenbuhler mit einer Waffe. Am nächsten Tag sitzen beide Ehepartner auf einer Kinderschaukel nebeneinander. Diese Szene ist einer der wenigen Hoffnungsschimmer im Film.

## Zusammenhänge
Hruby trifft anfangs auf Ing. Walter. Er will auch ihm eine Alarmanlage verkaufen, dieser hat jedoch einen Wachhund und entgegnet Hrubys Zweifeln, dass der Hund besser sei als jede Alarmanlage. Später sieht man den Hund vergiftet im Garten liegen.
Der Ex-Mann bestellt bei Hruby eine Sicherheitsanlage für sein Haus. In dem Haushalt der Ex-Ehepartner ist außerdem dieselbe Haushaltshilfe angestellt wie bei Ing. Walter.
Anna wird gegen Mitte des Films und zum Schluss vom Alarmanlagenvertreter Hruby mitgenommen und von ihm als der vermeintliche Autozerkratzer dargestellt. Sie wird in ein Zimmer im Keller eingesperrt, die aufgebrachten Anwohner mit den zerkratzten Autos informiert, und einer nach dem anderen lässt seine Wut an der unschuldigen Anna aus.
Der Türsteher, der am Anfang des Films eine Eskalation im Konflikt des jungen Paares vor der Disco verhindert, ist auch der Freund von Wickerl, der später versucht, die Frau zur Gegenwehr zu zwingen.
Wickerl wiederum ist ein Besucher des Swingerclubs. Man sieht ihn sich mehrmals in den Fenstern eines Überwachungskorridores spiegeln.

## Hintergründe
In einem Interview mit Thomas Maurer antwortete Ulrich Seidl auf die Frage: „Halten Sie Filme, die von Einsamkeit, Sprachlosigkeit, Leid und Gewalt erzählen, für wahrhaftiger als solche, in denen Glück erreichbar ist?“ mit: „Was soll man schon über das Glück erzählen? Das Leben handelt nicht vom Glück, höchstens von der Suche danach und von der Enttäuschung darüber, dass das Glück nicht oder nur selten erreicht werden kann. Vielleicht ist deshalb auch unser Alltag so geprägt von Glücksversprechern. Überall – bis in unsere intimsten Bereiche – sind die Glücksversprecher an der Arbeit. Und schauen Sie sich doch einmal die Leute auf der Straße an. Anscheinend lauter glückliche Menschen.“

## Auszeichnungen
- Internationale Filmfestspiele von Venedig 2001: Großer Preis der Jury an Ulrich Seidl
- Gijón International Film Festival: Großer Preis der Jury am Gijón International Film Festival an Ulrich Seidl, Spezialpreis der Jury an Maria Hofstätter
- Bergen International Film Festival 2002: Jurypreis an Ulrich Seidl[2]
- Fantasporto: Directors’ Week Special Jury Award an Ulrich Seidl
- Bratislava International Film Festival: FIPRESCI-Preis und Spezialpreis der Jury an Ulrich Seidl
- Österreichischer Filmpreis 2002

## Kritik
„Der Regisseur hält unserer Zeit den Spiegel vor, und das Zerrbild, das uns da entgegenstarrt, ist keiner wilden Fantasie, sondern der Wirklichkeit einer seelischen Verwahrlosung geschuldet. So führt Seidl uns mit seinem Theater der Grausamkeit den Menschen im Zustand selbst verschuldeter Regression vor, der auch eine Art Naturzustand ist: wo der Mensch des Menschen Wolf ist, unbarmherzig.“

„Seidls Welt ist ein perfekt gestylter inhaltlich intensiver und packender Alptraum. Und dennoch spürt man in jeder Minute seines Films, daß Seidl seine Figuren mehr liebt als hasst auch wenn einem als Zuschauer das des öfteren schwerfällt.“

„In ihrer Zusammenballung bekommen Seidls Episoden den Charakter einer zivilisationskritischen Beweisführung, deshalb wirken die Figuren manchmal nur wie lebende Indizien der apokalyptischen Weltsicht ihres Regissseurs [sic].“